# 藤本喜久雄
藤本喜久雄（日语：／ Fujimoto Kikuo，1888年1月12日—1935年1月9日），是大日本帝国海軍的造船少将、従四位勋三等。石川县出身。

## 设计主张
藤本在設計思想上勇於創新與富有前瞻性，在軍中有「造船鬼才」之稱，其中吹雪級驅逐艦便是其代表作，但也因此與平贺让為首的傳統派不合。在最初提出金刚代舰方案时，他的方案比起平贺让来更多地不再以炮战为中心而考虑到了对空对潜的防禦，進入海軍假期後，他也參與了高雄級重巡洋艦和最上級重巡洋艦的設計。熱衷於引進新技術的他是电焊造船技术的支持者，但是在友鹤事件和第四舰队事件发生后他被认为是主要责任者而被调查，受了谨慎（停职反省）处分，于忧愤中脑溢血去世。实际上藤本给舰船堆积大量武器使得重心过高不稳是出于日本海军的迫切要求，另外日本技术储备不够，电焊的强度不够也是重要原因。之后平贺派設計師接任主管造船部，部员们出于对平賀的厌恶，在交班时以大扫除为名销毁了大批资料和模型。

## 略历
- 1909年 海軍造船学生
- 1911年 東京帝国大学工科大学造船科畢業、横須賀鎮守府附海軍造船中技士。
- 1921年 東大工学部講師嘱託
- 1923年 晉升海軍造船中佐
- 1927年 日内瓦海軍軍縮会議全権随員、艦政本部第四部基本設計主任、海軍造船大佐。
- 1933年 艦政本部第四部出仕、海軍造船少将。
- 1934年 友鶴事件
- 1935年 死去、敘従四位[1]。

## 備考
- 海軍省公文備考 昭和10年 C 儀制巻9 第104号 昭和十年一月十二日 故海軍造船少将従四位勲三等藤本喜久雄葬儀次第書　アジア歴史資料センター　レファレンスコード：C05034096600